# Lepidosperma longitudinale
Lepidosperma longitudinale là loài thực vật có hoa trong họ Cói. Loài này được Labill. mô tả khoa học đầu tiên năm 1805.